# Raphael Matos

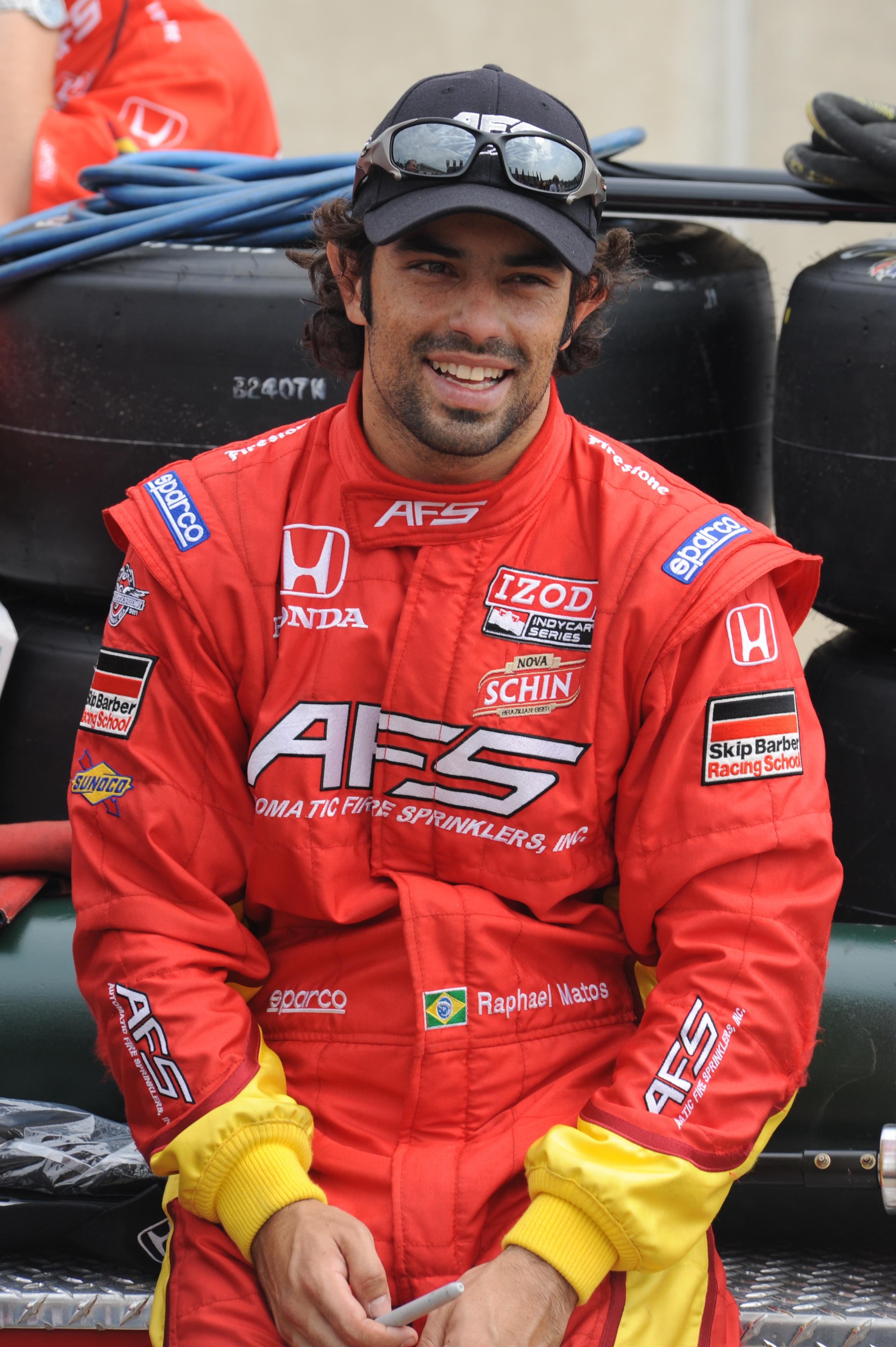
Raphael Matos (2011)

Raphael Matos (* 28. August 1981 in Belo Horizonte) ist ein brasilianischer Rennfahrer. 2007 gewann er die Atlantic Championship und 2008 holte er den Meistertitel der Indy Lights. Von 2009 bis 2011 war er in der IndyCar Series aktiv.

## Karriere
Matos begann seine Motorsportkarriere 1996 im Kartsport, in dem er bis 2000 aktiv war. 2001 wechselte er in den Formelsport und nahm an der brasilianischen Formel Chevrolet teil. 2002 wurde er Vizemeister der Skip Barber Mid Western Regional Series. Außerdem gab er sein Debüt in der nationalen Formel Dodge, deren Meistertitel er ein Jahr später vor Salvador Durán gewann. 2004 wechselte er in die Star Mazda Series und beendete seine erste Saison mit zwei Podest-Platzierungen auf dem siebten Gesamtrang. 2005 blieb er in dieser Meisterschaft und sicherte sich den Meistertitel mit vier Siegen.

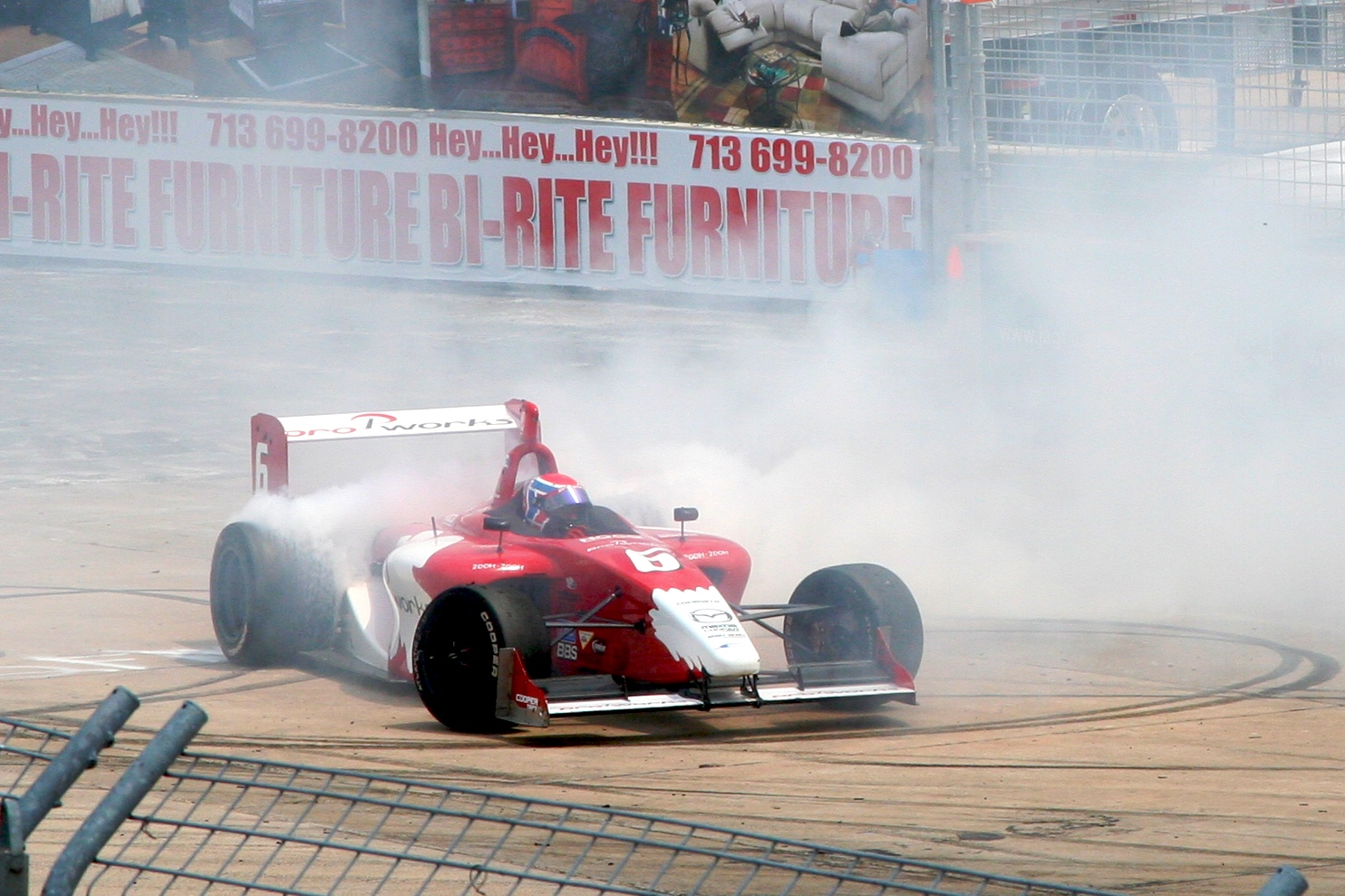
Matos feiert einen Sieg in der Atlantic Championship (2007).

2006 wechselte der Brasilianer in die Formel Atlantic zu Sierra Sierra Enterprises. Er fuhr einen Sieg ein und belegte am Ende der Saison den vierten Gesamtrang. Außerdem nahm er für Guthrie Racing an vier Rennen der IRL Pro Series teil und entschied zwei davon für sich. Am Ende der Saison belegte der Rennfahrer, der nur an einem Drittel der Saison teilgenommen hatte, den zehnten Platz im Gesamtklassement. Darüber hinaus gab er bei einem Rennen sein Debüt in der American Le Mans Series (ALMS).
Im Winter 2006/2007 war Matos in der A1-Grand-Prix-Serie als einer von vier Fahrern für das brasilianische Team aktiv. Mit einem sechsten Platz erzielte er die beste Platzierung seines Teams. Sein Hauptaugenmerk lag 2007 wieder auf der Atlantic Championship, in der er bei Sierra Sierra Enterprises blieb. Matos gewann die Hälfte aller Rennen und beendete alle Rennen unter den besten sechs Piloten. Mit 341 zu 310 Punkten gewann er die Meisterschaft vor Franck Perera. 2008 entschied sich Matos gegen einen Wechsel in die Champ-Car-Series und wechselte in die Indy Lights, die ehemalige IRL Pro Series. Er erhielt einen Vertrag bei AFS Racing/Andretti Green Racing und sicherte sich mit drei Siegen einen weiteren Meistertitel.

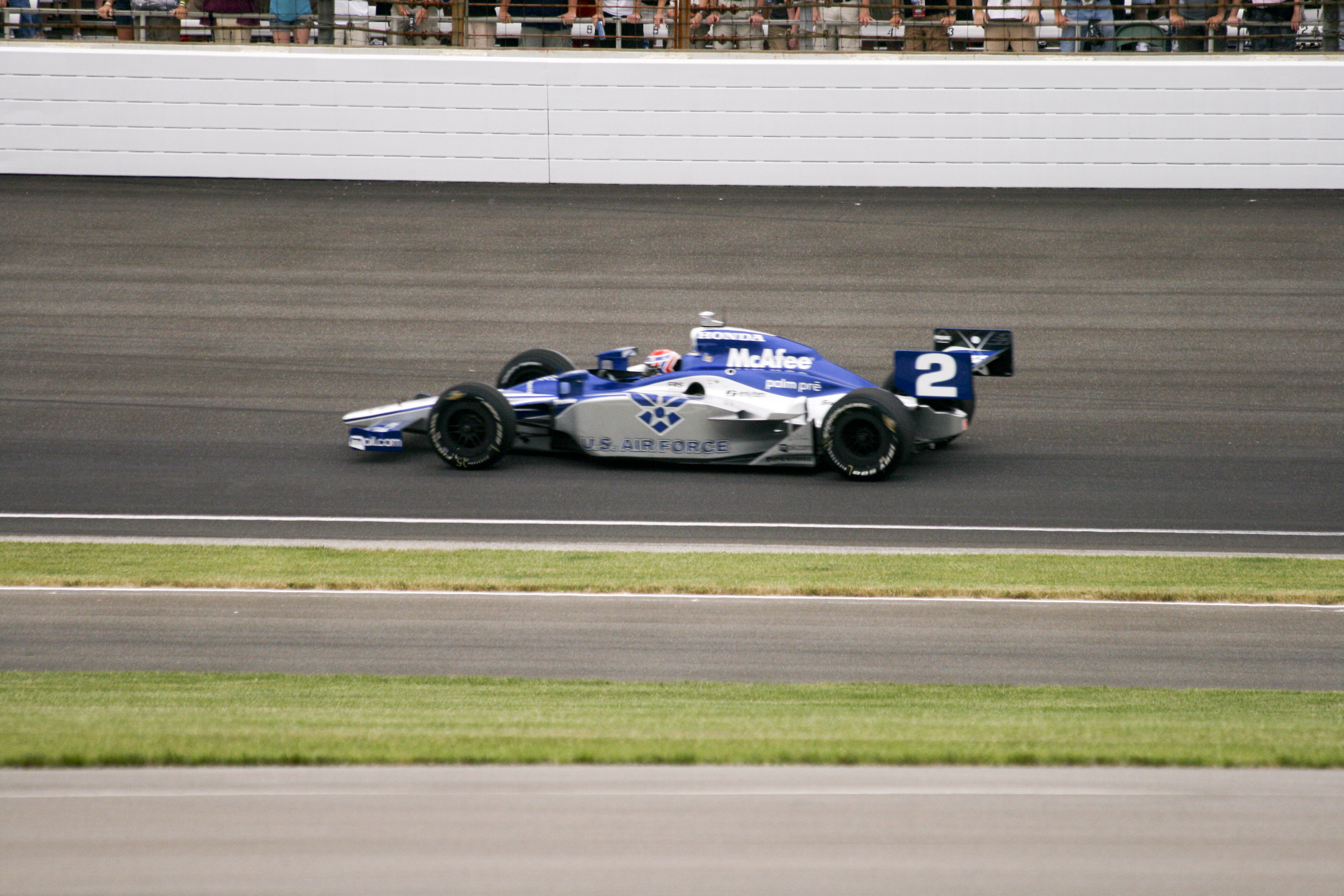
Matos beim Indianapolis 500 2009

Dank diesen Leistungen erhielt er 2009 ein Cockpit in der IndyCar Series bei Luczo Dragon Racing, welches nach Teileinsätzen 2007 und 2008 zum ersten Mal eine ganze Saison bestritt. Für sein zweites Rennen, das er auf dem achten Platz beendete, konnte er sich auf Platz drei qualifizieren. Beim Indianapolis 500 war er in eine Kollision mit Vítor Meira, der dabei verletzt wurde und den Rest der Saison aussetzen musste, verwickelt. Mit einem sechsten Platz als bestes Resultat belegte er am Saisonende den 13. Gesamtrang. Zudem erhielt er die Auszeichnung des besten Neulings. 2010 blieb Matos bei seinem Team, das sich in de Ferran Dragon Racing umbenannt hatte. Mit zwei vierten Plätzen belegte er am Saisonende den 14. Platz im Gesamtklassement.
Nachdem de Ferran Dragon Racing den Rennbetrieb zur Saison 2011 eingestellt hatte, erhielt Matos bei AFS Racing, für die er bereits in der Indy Lights gefahren war, ein IndyCar-Cockpit für die ersten fünf Rennen. Beim Indianapolis 500 scheiterte er an der Qualifikation. Am Ende der Saison lag er auf dem 30. Gesamtrang.
2015 wurde Matos bei einer Dopingkontrolle positiv getestet und für zwei Jahre gesperrt.

## Karrierestationen
| - 1996–2000: Kartsport - 2001: Brasilianische Formel Chevrolet - 2002: Skip Barber Mid Western Regional Series (Platz 2) - 2003: Nationale Formel Dodge (Meister) - 2004: Star Mazda Series (Platz 7) | - 2005: Star Mazda Series (Meister) - 2006: Atlantic Championship (Platz 4) - 2006: IRL Pro Series (Platz 10) - 2007: A1 Grand Prix - 2007: Atlantic Championship (Meister) | - 2008: Indy Lights (Meister) - 2009: IndyCar Series (Platz 13) - 2010: IndyCar Series (Platz 14) - 2011: IndyCar Series (Platz 30) |

### Einzelergebnisse in der IndyCar Series
| Saison | Team                    | 1      | 2      | 3      | 4       | 5        | 6       | 7      | 8      | 9      | 10     | 11     | 12     | 13     | 14     | 15     | 16     | 17     | 18  | Punkte | Rang |
| ------ | ----------------------- | ------ | ------ | ------ | ------- | -------- | ------- | ------ | ------ | ------ | ------ | ------ | ------ | ------ | ------ | ------ | ------ | ------ | --- | ------ | ---- |
| 2009   | Luczo Dragon Racing     | STP 20 | LBH 8  | KAN 20 | INDY 22 | MIL 6    | TXS 12  | IOW 16 | RIR 8  | WGL 12 | TOR 10 | EDM 18 | KTY 16 | MDO 9  | SNM 9  | CHI 9  | MOT 9  | HMS 14 |     | 312    | 13.  |
| 2010   | de Ferran Dragon Racing | SAO 4  | STP 8  | ALA 14 | LBH 20  | KAN 16   | INDY 29 | TXS 16 | IOW 14 | WGL 4  | TOR 21 | EDM 13 | MDO 7  | SNM 21 | CHI 29 | KTY 16 | MOT 18 | HMS 17 |     | 290    | 14.  |
| 2011   | AFS Racing              | STP 7  | ALA 20 | LBH 11 | SAO 25  | INDY DNQ | TXS1    | TXS2   | MIL    | IOW    | TOR    | EDM    | MDO    | NHA    | SNM    | BAL    | MOT    | KTY    | LSV | 67     | 30.  |

(Legende)

### Sebring-Ergebnisse
| Jahr | Team                         | Fahrzeug    | Teamkollege      | Teamkollege   | Platzierung | Ausfallgrund    |
| ---- | ---------------------------- | ----------- | ---------------- | ------------- | ----------- | --------------- |
| 2006 | B-K Motorsports              | Courage C65 | Guy Cosmo        | James Bach    | Ausfall     | Motor überhitzt |
| 2007 | B-K Motorsports              | Lola B07/40 | Ben Devlin       | James Bach    | Rang 26     |                 |
| 2012 | Performance Tech Motorsports | Oreca FLM09 | Anthony Nicolosi | Ricardo Vera  | Rang 46     |                 |
| 2014 | Performance Tech Motorsports | Oreca FLM09 | Charlie Shears   | David Ostella | Ausfall     | Defekt          |